# Fajsławice (gmina)
Pour les articles homonymes, voir Fajsławice.
Fajsławice est une gmina rurale (gmina wiejska) de la powiat de Krasnystaw, dans la Voïvodie de Lublin, dans l'est de la Pologne.
Son siège administratif (chef-lieu) est le village de Fajsławice, qui se situe environ 19 kilomètres au nord-ouest de Krasnystaw (siège du powiat) et 32 kilomètres au sud-est de la capitale régionale Lublin (capitale de la voïvodie).
La gmina couvre une superficie de 70,69 km2 pour une population de 5 062 habitants en 2006.

## Histoire
De 1975 à 1998, la gmina est attachée administrativement à l'ancienne voïvodie de Lublin.

Depuis 1999, elle fait partie de la nouvelle voïvodie de Lublin.

## Géographie

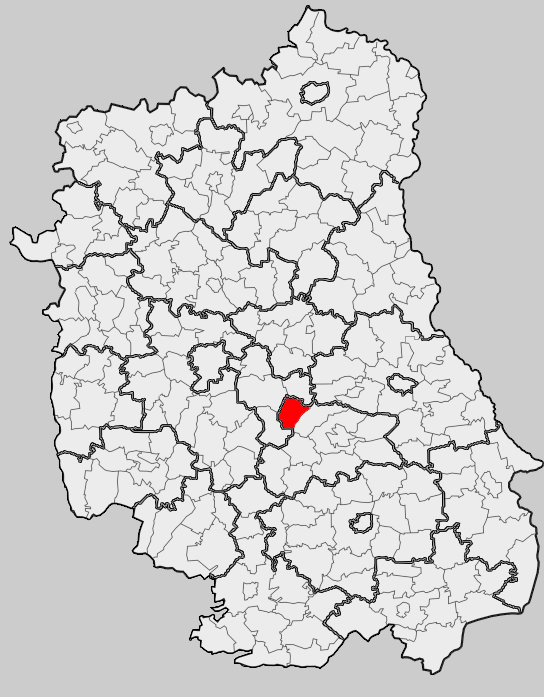
Position de la gmina dans la voïvodie

La gmina inclut les villages de:
- Bielecha
- Boniewo
- Dziecinin
- Fajsławice
- Ignasin
- Kosnowiec
- Ksawerówka
- Marysin
- Siedliska
- Suchodoły
- Wola Idzikowska
- Zosin

### Gminy voisines
La gmina de Fajsławice est voisine des gminy de:
- Łopiennik Górny
- Piaski
- Rybczewice
- Trawniki

## Structure du terrain
D'après les données de 2002, la superficie de la commune de Fajsławice est de 70,69 kilomètres carrés, répartis comme telle :
- terres agricoles : 90%
- forêts : 4%

La commune représente 6,21% de la superficie du powiat.

## Démographie
Données du 30 juin 2004:
| Description        | Total  | Total | Femmes | Femmes | Hommes | Hommes |
| ------------------ | ------ | ----- | ------ | ------ | ------ | ------ |
| Unité              | Nombre | %     | Nombre | %      | Nombre | %      |
| Population         | 5 099  | 100   | 2 580  | 50,6   | 2 519  | 49,4   |
| Densité (hab./km²) | 72,1   | 72,1  | 36,5   | 36,5   | 35,6   | 35,6   |